# Donovan's Reef
Donovan's Reef (bra: Os Aventureiros do Pacífico; prt: A Taberna do Irlandês) é um filme estadunidense de 1963 dos gêneros aventura e comédia romântica, dirigido por John Ford. 
Foi o último filme da parceira do diretor com John Wayne. As filmagens ocorreram em Kauai, Havai. Turistas continuam visitando os cenários naturais celebrizados pelo filme, mesmo decorridas décadas da produção.

## Elenco principal
- John Wayne…Michael Patrick "Guns" Donovan
- Elizabeth Allen…Amelia Dedham
- Lee Marvin…Thomas Aloysius "Boats" Gilhooley
- Jack Warden…Dr. William Dedham
- Cesar Romero…Marquêz Andre de Lage, o governador francês da ilha
- Dorothy Lamour…Senhorita Lafleur, namorada de Gilhooley
- Edgar Buchanan…Procurador Francis X. O'Brien
- Jacqueline Malouf…Lelani Dedham, a filha mais velha do Dr. Dedham, herdeira do trono de princesa da ilha que fora de sua mãe.
- Cherylene Lee…Sally Dedham, a filha menor
- Jeffrey Byron…Luke Dedham, o filho caçula do doutor
- Marcel Dalio…Padre Cluzeot

## Sinopse
O filme começa com Thomas Gilhooley retornando à ilha paradisíaca de Haleakaloha (fictícia) na Polinésia Francesa. Ele é um ex-marinheiro que lutou na marinha americana da II Guerra Mundial, quando então conheceu o local. Na ilha estão mais dois companheiros seus, que voltaram depois da guerra: o irlandês e agora comerciante Michael "Guns" Donovan, que mantém um saloon local, o "Donovan's Reef"; e o médico William "Doc" Dedham. Gilhooley tem uma rixa com Donovan, embora nenhum dos dois se lembre porquê. E toda vez que se encontram há confusão e brigas. Também não ajuda muito o fato de Gilhooley, um freguês assíduo e depois empregado do saloon, estar constantemente embriagado.
Os dois e mais os nativos se unem para ajudar "Doc" (que está em outra ilha, atendendo um paciente), pois ficam sabendo que sua filha estadunidense Amelia Dedham está para chegar, disposta a fazer com que ele autorize ela a assumir a presidência da rica companhia da família em Boston. Eles acham que Amelia não pode saber que possui meio-irmãos nativos (Doc se casara com uma princesa local, agora falecida) e tentam enganá-la, fazendo com que Doc se passe por "tio" dos filhos, enquanto Donovan finge ser o pai.